# Saint-Germain-de-Longue-Chaume
Saint-Germain-de-Longue-Chaume – miejscowość i gmina we Francji, w regionie Nowa Akwitania, w departamencie Deux-Sèvres.
Według danych na rok 1990 gminę zamieszkiwało 368 osób, a gęstość zaludnienia wynosiła 25 osób/km² (wśród 1467 gmin regionu Poitou-Charentes Saint-Germain-de-Longue-Chaume plasuje się na 655. miejscu pod względem liczby ludności, natomiast pod względem powierzchni na miejscu 599.).